# Capparis zippeliana
Capparis zippeliana là một loài thực vật có hoa trong họ Capparaceae. Loài này được Miq. mô tả khoa học đầu tiên năm 1870.